# Черкес (хан Золотой орды)
Черкес (Черкеш, Черкес-бек, Хаджи-Черкес, старотат. چركس بك خان‎) — хан Улуса Джучи (Золотой Орды) с 1374—1375 годах.
Был одним из ак-ордынских эмиров, управлявших территориями в окрестностях Сарая. Черкес контролировал Хаджи-Тархан (Астрахань), в которой чеканил собственную монету. Находился во враждебных отношениях с Урус-ханом и Каганбеком. Вступив в конфликт с Мамаем, пошёл на него войной и захватил Сарай, стал ханом Улуса Джучи (Золотой Орды) в 1374 году.
Начиная со второй половины 60-х гг. XIV в., Астраханью владеет Хаджи-Черкес. Ни в одном источнике его имя не фигурирует в списке царевичей Улуса Джучи (Золотой Орды) так как Хаджи-Черкес не был Чингизидом, но при этом, как и Мамай, был на много более влиятелен, чем многие представители династии.
Согласно Ибн Халдуну, Хаджи-Черкес сделал блестящую карьеру при Бердибеке, последнем хане Улуса Джучи (Золотой Орды), контролировавшем всю империю. Хаджи-Черкес занимал пост командующего армией. После смерти Бердибека Хаджи-Черкес занимает Астрахань и, более того, в 1369 г. захватывает столицу — Сарай. «Когда же Хаджи-Черкес, — сообщает Ибн Халдун, — ушел из Астрахани в Сарай, то Урус-хан послал войска свои из горной страны Хорезмской, которые осадили Астрахань. Хаджи-Черкес послал свои войска против них с одним из своих эмиров, который прибегнул к хитрости, успел отогнать их от Астрахани, потом внезапно напал на них и на эмира, предводительствовавшего ими. Хаджи-Черкес был очень озабочен этой враждой. Против него выступил Айбек-хан, отнял у него Сарай и несколько времени самовластно правил им». Возвышение Черкеса относится ко времени до 1367 г., так как этим годом датирована карта братьев Франциска и Доминика Пицигани, на которой отмечена резиденция Черкесбек-Хана — «casa de jarcasi» — на правом берегу Волги выше современного Саратова.
Затем Хаджи-Черкес вновь завоевывает Сарай и не у заурядной персоны, а разбив самого Мамая. Согласно В. Л. Егорову, это произошло в 1374 г. У Ибн Халдуна читаем: «Хаджи-Черкес, владетель астраханских уделов, пошел на Мамая, победил его и отнял у него Сарай. Мамай отправился в Крым и стал править им независимо». Получается, что за четыре года до знаменитой в российской истории битвы на реке Воже, в которой впервые московское войско нанесло поражение армии Мамая. До этого последний был разбит Хаджи-Черкесом (соответственно за шесть лет до Куликовской битвы). С одной стороны, это повышает наш интерес к персоне Хаджи-Черкеса, а с другой стороны возникает вопрос: а так ли уж грозен был Мамай? Важно, что сохранились монеты не только Мамая, но и Хаджи-Черкеса, отчеканенные в 1374—1375 гг. в Астрахани. Этот факт говорит о том, что Астрахань и после ухода из Сарая оставалась вотчиной Черкеса, а также о статусе Астрахани, так как не всякий город являлся центром эмиссии. Во время наивысшего могущества во владения Черкеса входило все нижнее Поволжье с Сараем, Новым Сараем, Хаджи-Тарханом и Астраханью. А. Н. Насонов предполагает, что власть Хаджи-Черкеса распространилась еще на две области — Хорезм и Мохши.